# Dasyhelea biannulata
Dasyhelea biannulata är en tvåvingeart som beskrevs av Clastrier, Rioux och Descous 1961. Dasyhelea biannulata ingår i släktet Dasyhelea och familjen svidknott. Inga underarter finns listade i Catalogue of Life.